# Vuk Branković
Vuk Branković, sin Branka Mladenovića, koji je vladao u Ohridu i bio jedan od vjernih velikaša caru Urošu V. 
Vuk Branković se javlja oko 1370. kao gospodar kosovske oblasti s Prištinom, Vučitrnom i Zvečanom, gdje je bila i njihova prva postojbina (Drenica). 1377. u njegovoj je vlasti i Skoplje, a od 1378. i Prizren s okolinom do Lima. Branković je bio zet i suradnik kneza Lazara. 
Sudjelovao je s njim u Kosovskom boju 1389. Narodne pjesme i priče o njegovoj izdaji vezane za kosovski mit nisu povijesno utemeljene. Skoplje je morao predati Turcima u siječnju 1392. i obvezati se na plaćanje danka. Ipak, ni s tim ustupcima nije se mogao održati na vlasti. Negdje oko 1396. sultan Bajazid I. ga je prognao iz njegove oblasti kao nepouzdanog, pa je i umro u progonstvu, ne zna se gdje, 6. listopada 1398. Njegove oblasti sultan je dao Lazarevoj djeci i udovici, a Vukova udovica Mara s djecom dobila je samo uski pojas oko Vučitrna i Trepče.
Vuk se 1371. oženio Marom (†1426.), kćeri kneza Lazara i kneginje Milice. S njom je imao tri sina: Grgura, Đurđa i Lazara. Grgur se zaredio i umro 1408. Drugi Vukov sin bio je srpski despot Đurađ Branković (1377. – 1456., vladao 1427. – 1456.). Njihovi potomci su poznati kao Brankovići.